# Sanctuaire Notre-Dame-de-Walsingham de Williamsburg
Pour les articles homonymes, voir sanctuaire Notre-Dame-de-Walsingham et église Saint-Bède.
Le sanctuaire Notre-Dame-de-Walsingham est une église située à Williamsburg dans l’État de Virginie aux États-Unis, que l’Église catholique rattache au diocèse de Richmond. La Conférence des évêques catholiques des États-Unis l’a désigné sanctuaire national le 30 mars 2016,. Il s’agit de l’ancienne église paroissiale Saint-Bède, une nouvelle église Saint-Bède (en) ayant été consacrée en 2003 à quelques kilomètres de là ; le sanctuaire reste géré par la paroisse.

## Historique
En octobre 1932, l’évêque Andrew Brennan (en) du diocèse de Richmond consacre sur le campus de l’université William et Mary une chapelle, construite après un financement privé. La chapelle devient église paroissiale en 1939, et « sanctuaire national Notre-Dame-de-Walsingham » le 1er février 1942 (avant la publication officielle de la définition des sanctuaires nationaux).
L’église est agrandie, mais devient trop petite pour la paroisse ; une nouvelle église Saint-Bède (en) est donc construite au début des années 2000, consacrée le 31 mai 2003. Le sanctuaire Notre-Dame-de-Walsingham reste cependant sous la gestion de la paroisse, et est confirmé sanctuaire national par la Conférence des évêques catholiques des États-Unis le 30 mars 2016,.
Des rénovations sont effectuées en 2020, premiers vrais changements à l’église depuis sa construction ; elles incluent un nouvel autel, et la coloration en bleu du plafond.